# Hartlshof
Hartlshof ist ein Ortsteil der Stadt Neunburg vorm Wald im Landkreis Schwandorf in Bayern.

## Geographie
Hartlshof und der dazu gehörende Neuhartlshof liegen circa vier Kilometer südlich von Neunburg vorm Wald.

## Geschichte
Am 23. März 1913 war Hartlshof Teil der Pfarrei Neunburg vorm Wald, bestand aus zwei Häusern und zählte 19 Einwohner.
Am 31. Dezember 1990 hatte Hartlshof sieben Einwohner und gehörte zur Pfarrei Neunburg vorm Wald.

## Tourismus
Nahe an Hartlshof vorbei führt die Südroute des Prädikatswanderweges Goldsteig, der Marktredwitz mit Passau verbindet.